# Marcin Korolec
Marcin Korolec (ur. 24 grudnia 1968 w Warszawie) – polski prawnik, urzędnik państwowy. W latach 2005–2011 podsekretarz stanu w Ministerstwie Gospodarki, w latach 2011–2013 minister środowiska, w latach 2013–2015 sekretarz stanu w Ministerstwie Środowiska i pełnomocnik rządu ds. polityki klimatycznej.

## Życiorys
Ukończył w 1996 École nationale d’administration w Paryżu, następnie studia na Wydziale Historycznym oraz Wydziale Prawa i Administracji Uniwersytetu Warszawskiego.
W okresie od czerwca 1993 do grudnia 1994 i ponownie od czerwca 1997 do marca 1998 pracował jako prawnik w kancelariach prawniczych. Od stycznia do kwietnia 1995 był zatrudniony na stanowisku prawnika w Departamencie Prawno-Traktatowym Ministerstwa Spraw Zagranicznych. Od 1998 pełnił funkcję asystenta Jana Kułakowskiego (będącego wówczas pełnomocnikiem rządu ds. negocjacji o członkostwo RP w Unii Europejskiej) następnie od 1999 do 2001 pracował jako jego doradca, odpowiadając m.in. za swobodny przepływ towarów, swobodny przepływ osób, rolnictwo, politykę konkurencji, politykę ochrony konsumentów.
W latach 2001–2004 był radcą ministra w Urzędzie Komitetu Integracji Europejskiej, w okresie sprawowania tego urzędu przez Danutę Hübner. Następnie jako wspólnik prywatnej firmy zajmował się działalnością doradczą w zakresie funduszy unijnych.
Prowadził także działalność dydaktyczną w ramach warsztatów w Krajowej Szkole Administracji Publicznej i na Wydziale Dziennikarstwa i Nauk Politycznych UW.
23 listopada 2005 został podsekretarzem stanu w Ministerstwie Gospodarki. Po powołaniu pierwszego rządu Donalda Tuska pozostał na tym stanowisku. W latach 2005–2011 pełnił także funkcję krajowego koordynatora współpracy RP-OECD.
18 listopada 2011 prezydent Bronisław Komorowski powołał go na urząd ministra środowiska w drugim rządzie Donalda Tuska. Podczas Konferencji Narodów Zjednoczonych w sprawie Zmian Klimatu (COP 19) odbywającej się w listopadzie 2013 w Warszawie objął funkcję przewodniczącego konferencji z kadencją do czasu następnej konferencji w 2014 w Limie. 27 listopada 2013 odwołany przez prezydenta Bronisława Komorowskiego ze stanowiska ministra. W tym samym miesiącu objął stanowiska pełnomocnika rządu do spraw polityki klimatycznej i sekretarza stanu w Ministerstwie Środowiska, które zajmował do listopada 2015.
Został dyrektorem Instytutu Zielonej Gospodarki i prezesem Fundacji Promocji Pojazdów Elektrycznych.

## Odznaczenia
W 2017 odznaczony Legią Honorową V klasy.

## Życie prywatne
Syn Jerzego Korolca. Żonaty (żona Olga), ma trzech synów: Jana, Bartłomieja i Krzysztofa oraz córkę Teresę.

## Publikacje
- Organizacja i przebieg negocjacji akcesyjnych w dziedzinie polityki społecznej i zatrudnienia, [w:] Polityka społeczna i zatrudnienie, KPRM, Warszawa 2001
- Swobodny przepływ towarów, Rolnictwo, [w:] Członkostwo Polski w Unii Europejskiej – na jakich zasadach?, UKIE, Warszawa 2003